# Congreso de Cariaco
Congreso de Cariaco, también conocido como el Congresillo de Cariaco, fue una asamblea celebrada el 8 y el 9 de mayo de 1817 en Cariaco, estado Sucre, que restableció brevemente el gobierno civil y el sistema federal que desaparecieron tras la caída de la Primera República de Venezuela en 1812.

## Antecedentes
Tras ser liberado en 1815 de su presidio en Ceuta, donde fue encarcelado junto con otros independentistas, el padre José Cortés de Madariaga regresó a Venezuela en abril de 1817. El 17 de abril publicó un manifiesto, sin considerar el estado de guerra en el que se encontraba el país, donde hizo un llamado a formar de un gobierno representativo y federal, emanado de la voluntad popular y al cual estarían subordinados los jefes militares que lideraban la lucha de independencia. Madariaga se trasladó a San Felipe de Cariaco, donde se encontró con el general Santiago Mariño, quien a su vez apoyó el proyecto de gobierno.

## Congreso

### Instalación
Mariño convocó a los independentistas destacados que se encontraban en la región y el 8 de mayo de 1817 instaló una reunión en la villa donde participaron las siguientes personas:
- Santiago Mariño (general)
- Luis Brión (almirante)
- Francisco Antonio Zea (intendente general)
- José Cortés de Madariaga (clérigo)
- Francisco Javier Mayz (presidente del Congreso)
- Diego Bautista Urbaneja (diputado-secretario)
- Manuel Isava (diputado)
- Diego Vallenilla (diputado)
- Francisco Javier de Alcalá (diputado)
- Diego Antonio Alcalá (diputado)
- Francisco de Paula Navas (diputado)
- Manuel Maneiro (diputado)

Santiago Mariño abrió la sesión como segundo jefe del Ejército declarando que lo hacía «en nombre y representación» del jefe supremo, Simón Bolívar, quien se encontraba ausente. Mariño propuso que se instalara un gobierno provisional inmediatamente y sin esperar la elección de diputados, argumentando que la guerra la haría lenta y difícil, con el objetivo de restablecer el gobierno federal que había existido en la Primera República hasta julio de 1812, «pero con más energía, fuerza y unidad». Cortés de Madariaga le siguió en la intervención, quien dijo que el reconocimiento de la independencia de Venezuela por parte de otras naciones se produciría cuando se constituyera un gobierno estable. El almirante Luis Brión declaró que al establecer dicho gobierno se estaban cumpliendo los objetivos de Simón Bolívar y ofreció el apoyo de las fuerzas navales que dirigía.

### 8 de mayo
El resto de los presentes expresaron su acuerdo, y como tal Mariño declaró la instalación del Congreso Supremo de la República. Mariño renunció a su cargo y presentó la renuncia de Bolívar sin consultarlo con él, quien se encontraba en Guayana y desconocía sobre el Congreso. Acto seguido, Mariño, Brión, Francisco Antonio Zea y Madariaga salieron del recinto al no ser miembros del Congreso, el cual comenzó a sesionar con Francisco Javier Mayz como presidente, quien había sido diputado del Primer Congreso Nacional de Venezuela y miembro del Segundo Triunvirato de la Primera República. El Congreso estuvo integrado por ocho diputados: Mays (presidente), Diego Bautista Urbaneja (secretario), Manuel Isava, Diego Vallenilla, Francisco Javier de Alcalá, Diego Antonio Alcalá, Francisco de Paula Navas y Manuel Maneiro.
Los diputados procedieron a escoger un poder ejecutivo conformado por un triunvirato, al igual que durante la Primera República: Fernando Rodríguez del Toro (quien en 1812 había sido electo miembro del Triunvirato Ejecutivo pero no llegó a juramentarse entonces), el presidente Francisco Javier Mayz y Simón Bolívar. Debido a que Rodríguez del Toro se encontraba refugiado en la isla de Trinidad (y debilitado por una herida de combate en 1811), y Bolívar combatía en el Oriente del país, fueron sustituidos como miembros interinos Francisco Antonio Zea y José Cortés de Madariaga. El Congreso también designó un poder judicial constituido por Juan Martínez Alemán, José de España, Gaspar Marcano y Ramón García Cádiz. La Asunción, en la isla de Margarita, fue designada como capital provisional de la República.
El acta de la sesión incluyó que el Congreso les confirió nuevamente el mando militar a Bolívar y a Mariño, el segundo de quienes fue denominado como «general en jefe del Ejército», y le pidió a Bolívar a presentarse en La Asunción tan pronto como lo permitiesen «sus atenciones militares» con el fin de que ocupase su posición en el Triunvirato Ejecutivo.

### 9 de mayo
El 9 de mayo el Congreso se autodesignó como «Congreso Federal» en el acta del día. En la sesión recibió el juramento de Santiago Mariño, «general en jefe de los Ejércitos de la República y jefe de la fuerza armada», y de Luis Brión, quienes reconocieron la autoridad del Congreso y procuraron respetar y cumplir la Constitución Federal de Venezuela de 1811, y acto seguido se juramentaron Mayz, Zea y Cortés de Madariaga como miembros del Poder Ejecutivo. Posteriormente el Congreso se declaró en receso, suspendiendo sus sesiones indefinidamente.
El Triunvirato comenzó a funcionar el mismo día como ente emanado del Congreso, designando para ejercer de manera interina la Secretaría de Estado a Casiano de Bezares y la Secretaría de Guerra y Marina a Zenón García de Sena. El 10 de mayo, Santiago Mariño se anunció una proclama desde Cariaco, ya titulándose como «primer jefe de los Ejércitos de la República», donde comunicaba sobre el «restablecimiento del gobierno representativo». El Triunvirato se trasladó a la Isla de Margarita, se estableció en Pampatar, y el 12 de mayo de 1817 denominó a la isla con el nombre de «Nueva Esparta». En los siguientes días también dictaron una ley marcial, un decreto en el que se incorporaron las siete estrellas a la bandera nacional, y otro en el que se concedía una rebaja en los derechos de importación a los productos de Inglaterra y a los de Estados Unidos, al igual que otras ventajas a los navegantes y comerciantes de ambos países. Igualmente acordó enviar representantes diplomáticos a Washington D. C. y a Londres. A fines de mayo de 1817, el Triunvirato Ejecutivo emanado del Congreso de Cariaco también se disolvió.

## Reacciones
Los generales Rafael Urdaneta, Antonio José de Sucre y muchos otros oficiales militares desconocieron la autoridad de Mariño y las decisiones tomadas por el Congreso, sosteniendo que su verdadero propósito había sido desconocer la autoridad de Simón Bolívar. El 6 de agosto de 1817, Bolívar expresó su posición sobre el Congreso en una carta dirigida a Martín Tovar Ponte de la siguiente manera: «El Canónigo restableció el gobierno [...] y ha durado tanto como casabe en caldo caliente. Nadie lo ha atacado y él se ha disuelto por sí mismo [...] Aquí no manda el que quiere sino el que puede».